# B.Kattihalli, Hassan
B.Kattihalli là một làng thuộc tehsil Hassan, huyện Hassan, bang Karnataka, Ấn Độ.